# Делрој Линдо
Делрој Џорџ Линдо (енгл. Delroy George Lindo; Луишам, Лондон, 18. новембар 1952) англо-амерички је филмски и телевизијски глумац и позоришни редитељ. Најпознатији по улогама у филмовима Ухвати Шортија (1995), Уцена (1996), Љубав у Минесоти (1996), Минут за бег (2000), Ромео мора умрети (2000), Један једини (2001) и Пљачка (2001).
Линдо је дебитовао на филму 1976. године у британском филму Наћи даму. Затим је имао још једну улогу у филму Амерички графити 2 (1979). Након тога, 10 година није глумио у филмовима и посветио се раду у позоришту. Године 1982. дебитовао је на Бродвеју, у представи Мајстор Харолд и дечаци. 1988. био је номинован за награду Тони. Године 1990. Линдо је глумио у научно-фантастичном акционом филму Част силника (1989), Малком Икс (1992) и 1994. у драми Круклин.